# FC Olt Slatina (2009)
Fotbal Club Olt Slatina byl rumunský fotbalový klub sídlící ve městě Slatina. Klub byl založen v roce 2009 jako CSM Slatina. Klub zanikl v roce 2012 sloučením do klubu CS Alro Slatina, kterému připadlo právo užívat jméno klubu.

## Historické názvy
- 2009 – CSM Slatina
- 2011 – FC Olt Slatina

## Umístění v jednotlivých sezonách
| Sezóny  | Liga                  | Úroveň | Z  | V  | R | P  | VG  | OG | +/-  | B  | Pozice |
| ------- | --------------------- | ------ | -- | -- | - | -- | --- | -- | ---- | -- | ------ |
| 2009/10 | Liga IV - Județul Olt | 4      | 29 | 29 | 0 | 0  | 131 | 4  | +127 | 87 | 1.     |
| 2010/11 | Liga III - Seria IV   | 3      | 26 | 17 | 5 | 4  | 39  | 15 | +24  | 56 | 1.     |
| 2011/12 | Liga II - Seria II    | 2      | 30 | 9  | 7 | 14 | 30  | 35 | -5   | 34 | 13.    |